# Kanton Roquefort
Der Kanton Roquefort war bis 2015 ein französischer Wahlkreis im Arrondissement Mont-de-Marsan, im Département Landes und in der Region Aquitanien; sein Hauptort war Roquefort.
Der Kanton Roquefort war 657,29 km² groß und hatte im Jahr 2012 7872 Einwohner.

## Gemeinden
Der Kanton bestand aus 13 Gemeinden:
| Gemeinde             | Einwohner Jahr | Fläche km² | Bevölkerungsdichte | Code INSEE | Postleitzahl |
| -------------------- | -------------- | ---------- | ------------------ | ---------- | ------------ |
| Arue                 | 310 (2013)     | –          | –                  | 40014      | 40120        |
| Bourriot-Bergonce    | 334 (2013)     | –          | –                  | 40053      | 40120        |
| Cachen               | 228 (2013)     | –          | –                  | 40058      | 40120        |
| Labastide-d’Armagnac | 689 (2013)     | –          | –                  | 40131      | 40240        |
| Lencouacq            | 404 (2013)     | –          | –                  | 40149      | 40120        |
| Maillas              | 124 (2013)     | –          | –                  | 40169      | 40120        |
| Pouydesseaux         | 932 (2013)     | –          | –                  | 40234      | 40120        |
| Retjons              | 332 (2013)     | –          | –                  | 40164      | 40120        |
| Roquefort            | 1855 (2013)    | –          | –                  | 40245      | 40120        |
| Saint-Gor            | 318 (2013)     | –          | –                  | 40262      | 40120        |
| Saint-Justin         | 973 (2013)     | –          | –                  | 40267      | 40240        |
| Sarbazan             | 1155 (2013)    | –          | –                  | 40288      | 40120        |
| Vielle-Soubiran      | 252 (2013)     | –          | –                  | 40327      | 40240        |